# Alaogasi liánjáró
Az alaogasi liánjáró (Philydor novaesi) a madarak (Aves) osztályának verébalakúak (Passeriformes) rendjébe és a fazekasmadár-félék (Furnariidae) családjába tartozó kihalt faj.

## Rendszerezése
A fajt Dante Martins Teixeira és Luiz Pedreira Gonzaga brazíl ornitológusok írták le 1983-ban.  Tudományos faji nevét Fernando da Costa Novaes brazil ornitológus tiszteletére kapta.

## Előfordulása
Brazília északkeleti részén, Alagoas állam területén volt honos. Természetes élőhelyei a szubtrópusi és trópusi síkvidéki esőerdők. Állandó, nem vonuló faj.

## Megjelenése
Testhossza 18 centiméter, testtömege 30-38 gramm. Tollazata vörösesbarna.

## Életmódja
Ízeltlábúakkal táplálkozott.

## Természetvédelmi helyzete
A fajt 2011 óta nem észlelték. A Természetvédelmi Világszövetség Vörös listáján kihalt fajként szerepel.